# Margaret Ann Neve

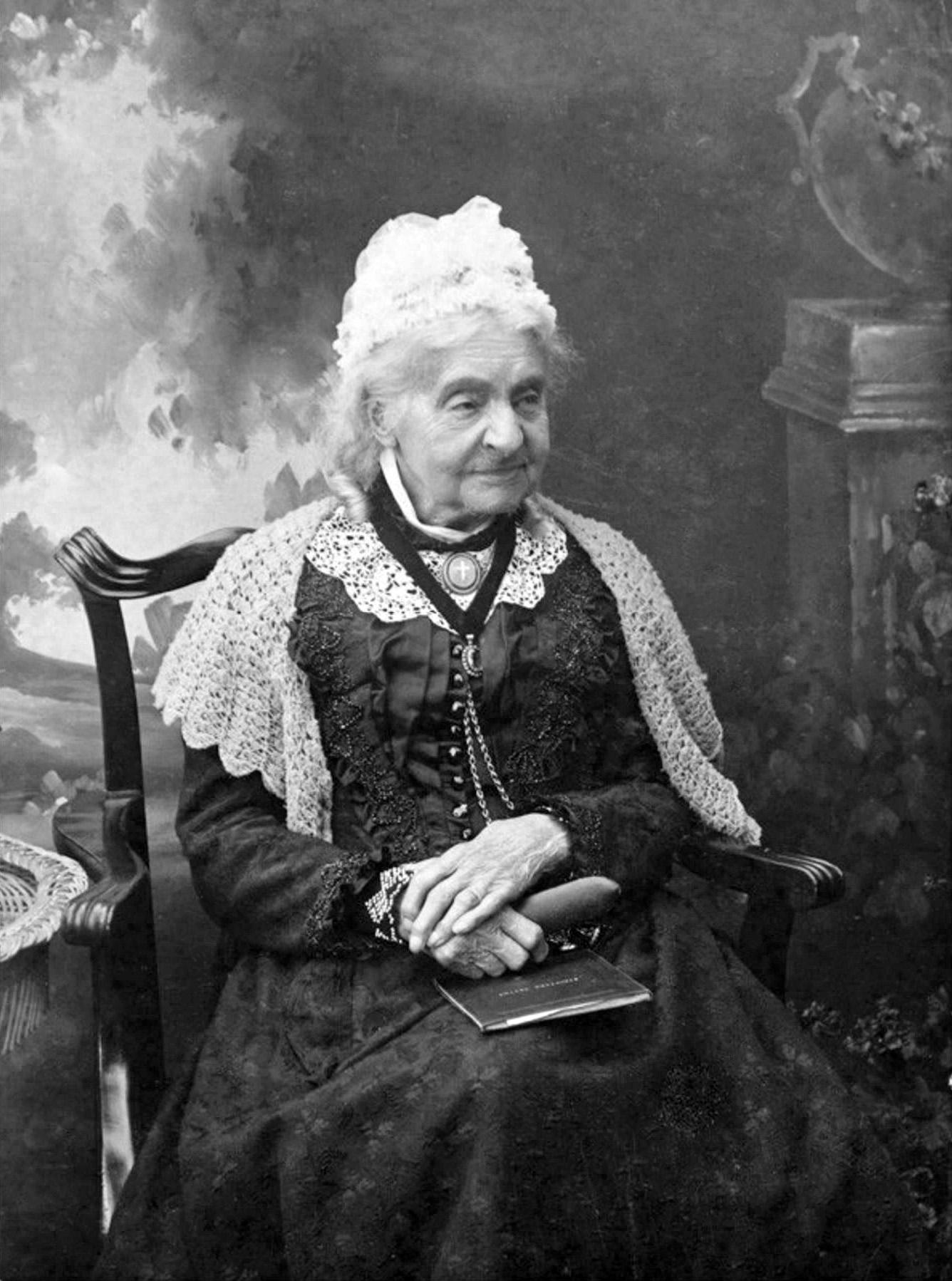
Margaret Ann Neve (um 1890)

Margaret Ann Neve (geborene Harvey; * 18. Mai 1792 in St. Peter Port, Guernsey; † 4. April 1903 ebenda) hielt von 1902 bis 1925 den Rekord des höchsten erreichten Lebensalters eines Menschen. Sie war die erste Frau, die erwiesenermaßen 110 Jahre alt wurde.

## Leben
Im Jahr 1823 heiratete sie John Neve und lebte bis zu dessen Tod 1849 in England; ihre Ehe blieb kinderlos. Danach kehrte sie nach Guernsey zurück. Sie reiste viel, vor allem mit ihrer Schwester. Ihre letzte Reise führte sie im Jahr 1872 nach Krakau anlässlich der Enthüllung eines Denkmals für Tadeusz Kościuszko. Ihre Schwester starb im Alter von 98 Jahren. Ihre Mutter wurde 99 Jahre alt.
Margaret Ann Neve besuchte mit ihrem Mann unmittelbar nach der Schlacht bei Waterloo das Schlachtfeld und sammelte dort Andenken an die Gefechte. Außerdem rühmte sie sich, nach den Kämpfen Blücher als Gast empfangen zu haben.
Noch Anfang 1902 wurde über sie in der Presse berichtet: „Sie ist noch im Vollbesitz aller ihrer geistigen Fähigkeiten. Sie nimmt nur selten zur Brille ihre Zuflucht, um ihre Zeitung zu lesen, und zu einem Krückstock, um spazieren zu gehen.“
Neve war die erste Supercentenarian des 20. Jahrhunderts und die Erste, die in drei Jahrhunderten lebte: im 18., 19. und 20. Jahrhundert. Am 1. Oktober 1902 wurde sie ältester Mensch der Welt, als sie den bis dato ältesten Menschen Geert Adriaans Boomgaard überholte. Sie hielt den Altersrekord fast 23 Jahre bis zum 19. August 1925 und wurde danach von Louisa Thiers übertroffen.